# Livold
Livold je naselje u slovenskoj Općini Kočevju. Livold se nalazi u pokrajini Dolenjskoj i statističkoj regiji Jugoistočnoj Sloveniji. 

## Stanovništvo
Prema popisu stanovništva iz 2002. godine naselje je imalo 464 stanovnika.